# San Pietro in Gu
San Pietro in Gu (San Piero en Gú in veneto) è un comune italiano di 4 122 abitanti in provincia di Padova in Veneto, situato a nord-ovest del capoluogo della provincia.

## Geografia fisica
Il paese confina a nord con Pozzoleone e Bressanvido, a est con Carmignano di Brenta, a sud con Gazzo e Grantorto, a ovest con Bolzano Vicentino e Quinto Vicentino.

## Storia
La più antica testimonianza storica è verosimilmente la località Castellaro, dove si trovava un insediamento fortificato costituito da un terrapieno circondato da un fossato. Si trattava di un tipico castelliere legato alla civiltà Terramare: originario del XII secolo a.C., il sito continuò ad ospitare strutture difensive sino al medioevo.
In epoca romana San Pietro in Gu fu certamente frequentata grazie al transito della via Postumia e il suo territorio beneficò di opere di bonifica idraulica e disboscamento.
L'attuale centro abitato è però di origine medievale e si sviluppò probabilmente grazie all'opera dei benedettini dei Santi Felice e Fortunato di Vicenza. Nel 1191 fu redatto il primo documento che cita il paese (villa de Sancto Pietro in Gudi), proprietà del suddetto monastero e amministrata dal gastaldo Rodolfo. Riguardo al toponimo, "San Pietro" è probabilmente legato alla presenza dei monaci (da notare, però, che il patrono del paese è San Lorenzo), mentre è più difficile determinare l'origine della particella "Gu": potrebbe richiamare alla presenza di un guado sul fiume Brenta, derivare dal latino gualdum "bosco" o, ancora, dal tedesco gute "bene, possedimento".
Nel 1404 passò con tutto il Vicentino (è entrata a far parte della provincia di Padova solo in epoca moderna) alla Repubblica di Venezia. Fu un periodo di stabilità che vide fiorire anche qui la civiltà delle ville venete.
Sul finire del Settecento si ebbe l'avvento di Napoleone. Di questi anni va segnalato un episodio tramandato dal canonico Gian Maria Sale, che racconta come proprio il Bonaparte salì sul campanile della parrocchiale per assistere agli scontri con gli Austriaci lungo il Brenta e alloggiò in tale occasione nella Villa Negri-Rigon. Durante l'amministrazione francese si ebbe anche l'istituzione dell'odierno comune (già diviso in San Pietro in Gu, Barche, Armedola e Calonega), nonché la costruzione del cimitero.
Sotto gli Austriaci (1815-1866) si ebbe la costruzione della Strada Regia Trevisana e il passaggio dalla provincia di Vicenza a quella di Padova.
Durante la grande guerra, a causa della vicinanza con l'altopiano di Asiago, vi furono costruiti un campo d'aviazione e un deposito di munizioni. Della seconda guerra mondiale va ricordata la resistenza partigiana, che vide tra i suoi protagonisti Giacomo Prandina e Francesco Tasca, nonché la seconda Brigata Damiano Chiesa.

### Simboli
Lo stemma è stato concesso con regio decreto del 10 aprile 1927.
Il gonfalone, concesso con DPR del 31 maggio 1985, è un drappo troncato di bianco e di azzurro.

## Monumenti e luoghi d'interesse

### Architetture religiose
- Chiesa parrocchiale

Dedicata a San Lorenzo ha avuto un periodo di costruzione che si è protratto dal 1906 fino al 1937. Il nuovo edificio è sorto sulle basi della precedente del XVIII secolo.
- Chiesa di San Michele

È il monumento artistico di epoca medioevale più importante del paese. Datata 1297, questa chiesetta situata nella contrada di Armèdola è adornata esternamente da affreschi databili intorno al XIV e al XV secolo.
- Il Campanile

Prima della sua demolizione nel 1815 la torre campanaria originaria era posta sul lato nord della chiesa, la causa della demolizione fu il danno provocato da un fulmine. Il campanile odierno è stato realizzato tra il 1816 e il 1819 su progetto dell'architetto Antonio Piovene.

### Architetture civili
- Palazzo Municipale

Risalente al 1930 è opera dell'ingegnere G. Chemello. Simile per tipologia al palazzo fiorentino, presenta bifore a tutto sesto e decorazioni a festoni monocrome sulla facciata principale. Il soffitto del vano scale è decorato a cassettoni.
- Villa Biasia
- Villa Capra-Boschetti

Originario del XIII secolo l'edificio ha continuamente subito modifiche ed ampliamenti. Posseduta dal 1445 dalla famiglia vicentina dei Capra, in seguito ai restauri apportati dalla famiglia Boschetti (proprietaria dal 1922), si possono notare su una facciata decorazioni pittoriche di stile tardo gotico, così come le finestre a sesto acuto (risalenti al XV sec.).
- Villa Casarotto
- Villa Negri-Rigon
- Villa Sesso Cianciulli

Costruita intorno alla metà del Settecento, presenta il suo ingresso principale rivolto a sud, incorniciato da quattro lesene che sostengono una trabeazione soprastante. Antistante al corpo principale (sulla sinistra) si trova un piccolo edificio con annesso un lungo porticato, la villa è nel degrado a causa dell'abbandono cosicché del giardino originale non resta traccia.
- Villa Zilio

## Società

### Evoluzione demografica
Abitanti censiti

## Geografia antropica

### Frazioni
Il comune è costituito da una sola frazione, la stessa San Pietro in Gu, comprendente le seguenti località:
- Armedola - A sudovest del centro, al confine con Bolzano Vicentino e Quinto Vicentino.
- le Barche - Borgo rurale a sudest del paese, lungo la strada per Gazzo.
- Calonega - A sud del centro, nelle campagne attraversate dalla via omonima.
- Fanfari - Nota altrimenti come Albereria, si trova a nord del centro, a cavallo di via Roma.
- Formigaro - Landa situata al limite orientale delle Barche.
- Gò - Quartiere localizzato a sud della chiesa, attraversato da via Tasca.
- Molinetto - A ovest del centro, lungo la via omonima.
- Poston - Le campagne a nord del paese, verso Pozzoleone.
- Vaticano - Situato a sud del paese, verso Lanzè